# Wasserkraftwerk Mår
Das Wasserkraftwerk Mår ist ein Wasserkraftwerk in Norwegen.

## Lage
Das Kraftwerk befindet sich im Vestfjorddalen östlich von Rjukan, in der Kommune Tinn, die in der norwegischen Provinz (Fylke) Telemark liegt. Das Kraftwerk befindet sich im Einzugsgebiet des Skiensvassdraget. Das Zuflussgebiet von 770 km² nutzt die Flüsse Mår und Gøyst und umfasst die Speicherseen Mårvatn, Kalhovd, Gøyst, Strengen und Grotte.

## Geschichte
Der Mårdamm wurde schon 1918 gebaut, bevor die Wasserläufe reguliert wurden. Mit dem Bau einer Regulierungsanlage am Kalhovd und Strengen wurde 1941 begonnen. Mit dem Ausbruch des Zweiten Weltkrieges sind die Bauarbeiten zum Erliegen gekommen. Noch während des Krieges wollte die deutsche Besatzungsmacht die Anlage fertigstellen. Mit Ende des Krieges übernahm der norwegische Staat die Anlage. 1948 konnte das Kraftwerk mit den ersten zwei Turbinen in Betrieb genommen werden. 1949 folgten zwei weitere, bis 1954 die letzte Turbine angeschlossen wurde.

## Technik
Das Kraftwerk besitzt fünf Pelton-Turbinen und liefert eine Leistung von 180 MW. Die durchschnittliche Jahresproduktion beträgt 1016 GWh. Die Jahresdurchflussmenge beläuft sich auf 560 Millionen m³. Ein Tunnel führt vom Wasserreservoir durch den Berg hinunter zum Kraftwerk. In diesem Tunnel befinden sich zwei 1250 m lange Druckrohrleitungen mit einem Neigungswinkel von 40°. Insgesamt beträgt die Fallhöhe 820 m. Zwischen den Druckrohrleitungen verläuft eine Holztreppe mit 3875 Stufen. Sie gilt als eine der längsten Holztreppen der Welt. Die Generatorhalle wurde aus dem Berg gesprengt.
Im Sommer ist das Kraftwerk für Besucher geöffnet.